# Ângela Almeida
Ângela Almeida, (Horta, Açores, 6 de Agosto de 1959) é uma escritora e investigadora científica portuguesa.
Doutora em Literatura Portuguesa, pela Faculdade de Letras da Universidade de Lisboa, defendeu uma tese sobre a simbólica da ilha e do Pentecostalismo na obra literária de Natália Correia, tendo sido seu orientador, Urbano Tavares Rodrigues.
Com 12 livros publicados, destacam-se a  obra poética e os ensaios. É uma escritora ecuménica, desenvolvendo o  seu trabalho científico em torno da simbólica dos direitos humanos nas literaturas e culturas de expressão portuguesa.
Poeta de referência na literatura portuguesa actual, David Mourão-Ferreira referiu-se ao seu livro, O Baile das Luas, como uma pequena obra-prima.
Foi professora assistente-convidada de Literatura e Cultura Norte-Americana, na Universidade dos Açores (1979 a 1981, 1986/1987 e 1990/1991).
Foi, igualmente, assessora para a Cultura na Câmara Municipal de Ponta Delgada (1987-1988 e 1990 a 1993).
É sócia-gerente da da Editorial Éter/Jornal da Cultura, Artes Gráficas e Publicações, Lda.
Actualmente, é investigadora integrada do Centro de Literaturas e Culturas Lusófonas e Europeias, pertencente à Universidade de Lisboa.

## Obras publicadas
- " Caligrafia dos pássaros", poesia (2018)
- Sobre o _Rosto, poesia (1989)
- Eugénio de Andrade: a água, a terra, o fogo, o ar, catálogo biobibliográfico e iconográfico (1992)
- Eugénio de Andrade nos Açores, com dois poemas inéditos do autor, organização e introdução de Ângela Almeida (1993
- Natália Correia, Mãe Ilha, catálogo biobibliográfico e iconográfico (1993)
- Uma Valsa para Antília, narrativas poéticas (1994)
- Retrato de Natália Correia (1994)
- Ilha Graciosa: regresso ao Sagrado (1996)
- Manifesto, poesia (2005)
- A Oriente, poesia (2006)
- In Memoriam Natália Correia, organização e introdução (2006)